# Jan Veth

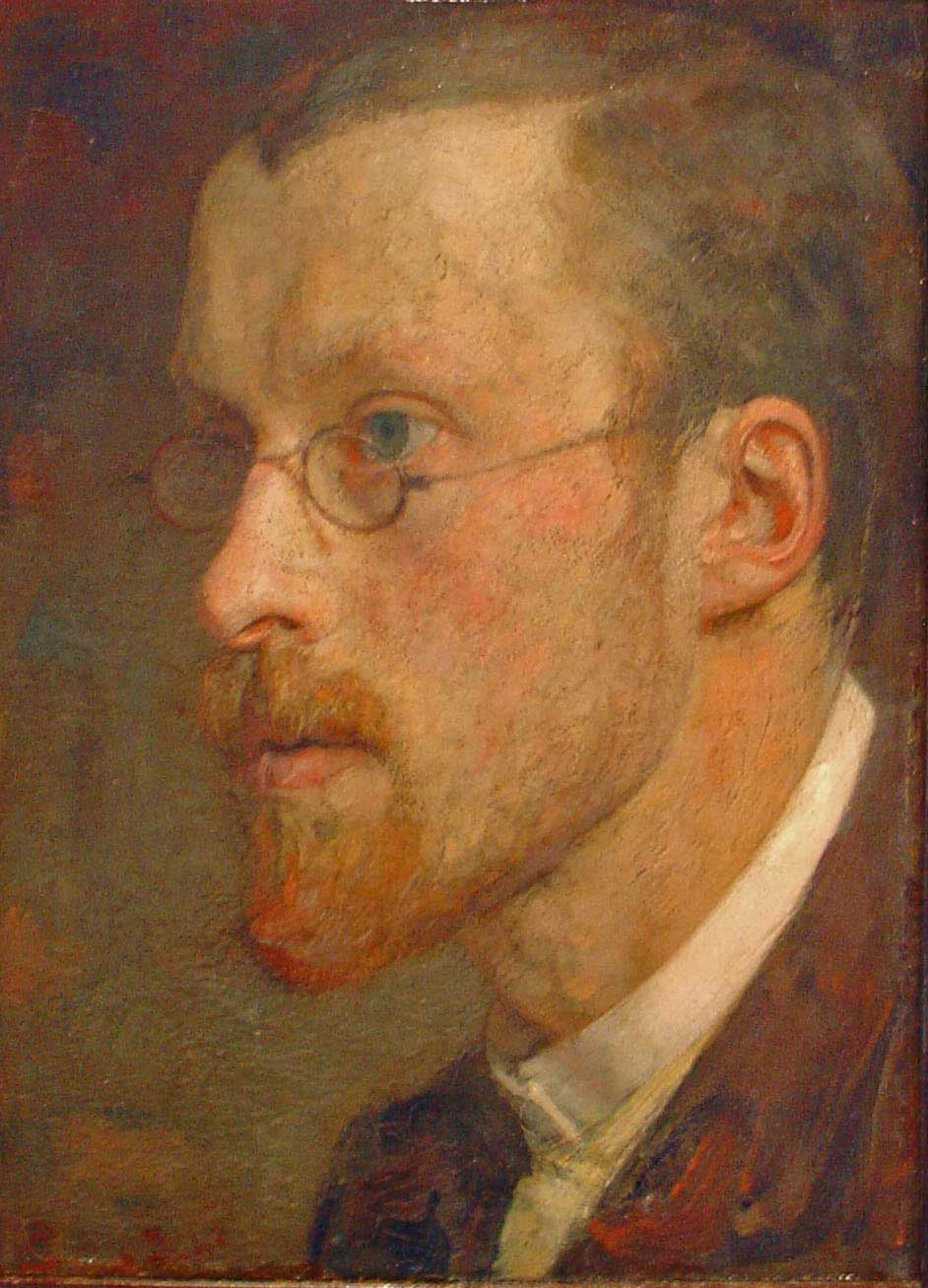
Autorretrato.

Jan Pieter Veth (Dordrecht, 18 de mayo de 1864-Ámsterdam, 1 de julio de 1925) fue un pintor, acuarelista, escritor y grabador holandés, profesor de historia del arte y estética.
Su madre, Anna Cornelia Giltay, provenía de una ilustre familia de pintores, los Van Strij; y su padre, Gerradus Huibert Veth, era negociante de hierro y político liberal.
Se diplomó en la Academia Real de Bellas Artes de Ámsterdam, donde luego sería profesor de estética. 
Publicó sus poemas en De Nieuwe Gids y Van Nu en Straks en la década de 1890. 
A partir de 1885, trabajó con Anton Mauve en Laren, y se casó con Anna Dorothea Dirks, con la que vivió en  Bussum.
Fue miembro de la Real Academia de Artes y Ciencias de los Países Bajos desde 1923. Entre sus asistentes, está Max Liebermann.